# Sven Burger
Pour les articles homonymes, voir Burger.
Sven Burger, né le 22 mai 1997 à Warmenhuizen, est un coureur cycliste néerlandais.

## Biographie
En 2018, Sven Burger se distingue lors de la Carpathian Couriers Race, où il remporte une étape et termine troisième du classement général, avec en prime le classement par points. Peu de temps après, il rejoint l'équipe continentale autrichienne Tirol. 
Pour la saison 2019, il signe avec la formation néerlandaise SEG Racing Academy. En aout, il termine cinquième de la Veenendaal-Veenendaal Classic.

## Palmarès et résultats

### Palmarès par année
- 2014
  - 3e du championnat des Pays-Bas de scratch juniors
- 2018
  - 2eb étape de la Carpathian Couriers Race
  - 3e de la Carpathian Couriers Race

### Classements mondiaux
| Année                                 | 2018  | 2019 | 2020 | 2021 | 2022 | 2023 | 2024  |
| ------------------------------------- | ----- | ---- | ---- | ---- | ---- | ---- | ----- |
| Classement mondial                    | 1662e | 829e | nc   | nc   | nc   | nc   | 2784e |
| UCI Europe Tour                       | 1074e | 604e | nc   | nc   | nc   | nc   | nc    |
|                                       |       |      |      |      |      |      |       |
| Légende : nc = non classéSource : UCI |       |      |      |      |      |      |       |